# Comuna Oleksiivka, Kirovohrad
Oleksiivka (în ucraineană Олексіївка) este o comună în raionul Kirovohrad, regiunea Kirovohrad, Ucraina, formată din satele Lisne, Malovnîce, Oleksiivka (reședința) și Osîkuvate.

## Demografie
Componența lingvistică a comunei Oleksiivka
     Ucraineană (94,05%)
     Rusă (4,85%)
     Alte limbi (1,1%)
Conform recensământului din 2001, majoritatea populației comunei Oleksiivka era vorbitoare de ucraineană (94,05%), existând în minoritate și vorbitori de rusă (4,85%).